# Partecipanti al Giro del Delfinato 2007
Elenco dei partecipanti al Giro del Delfinato 2007.

## Corridori per squadra
Nota: R indica un corridore ritirato, NP uno non partito, seguiti dalla tappa.
| Discovery Channel    | Discovery Channel    | Discovery Channel    | Astana             | Astana                | Astana             | Euskaltel-Euskadi | Euskaltel-Euskadi  | Euskaltel-Euskadi |
| -------------------- | -------------------- | -------------------- | ------------------ | --------------------- | ------------------ | ----------------- | ------------------ | ----------------- |
| 1                    | Levi Leipheimer      | 24º                  | 71                 | Aleksandr Vinokurov   | 20º                | 141               | Iñigo Landaluze    | 58º               |
| 2                    | Alberto Contador     | 6º                   | 72                 | Antonio Colom         | 46º                | 142               | Igor Antón         | 37º               |
| 3                    | Tom Danielson        | R 1ª                 | 73                 | Maksim Iglinskij      | 25º                | 143               | Mikel Astarloza    | 7º                |
| 4                    | George Hincapie      | NP 6ª                | 74                 | Sergej Ivanov         | 72º                | 144               | Jorge Azanza       | 109º              |
| 5                    | Egoi Martínez        | 28º                  | 75                 | Andrej Kašečkin       | 3º                 | 145               | Rubén Pérez        | 74º               |
| 6                    | Benjamín Noval       | 63º                  | 76                 | Gennadij Michajlov    | 98º                | 146               | Unai Uribarri      | 102º              |
| 7                    | Sérgio Paulinho      | 40º                  | 77                 | Steve Morabito        | 100º               | 147               | Gorka Verdugo      | 55º               |
| 8                    | Tomas Vaitkus        | 85º                  | 78                 | José Antonio Redondo  | 31º                | 148               | Haimar Zubeldia    | 19º               |
| AG2R Prévoyance      | AG2R Prévoyance      | AG2R Prévoyance      | Cofidis            | Cofidis               | Cofidis            | Quick Step        | Quick Step         | Quick Step        |
| 11                   | Christophe Moreau    | 1º                   | 81                 | Sylvain Chavanel      | 10º                | 151               | Tom Boonen         |                   |
| 12                   | José Luis Arrieta    | 56º                  | 82                 | Stéphane Augé         | 104º               | 152               | Steven de Jongh    | 105º              |
| 13                   | Sylvain Calzati      | 32º                  | 83                 | Leonardo Duque        | 45º                | 153               | Dmytro Hrabovs'kyj | 97º               |
| 14                   | Cyril Dessel         | 81º                  | 84                 | Geoffroy Lequatre     | NP 6ª              | 154               | Kevin Hulsmans     | R 6ª              |
| 15                   | Stéphane Goubert     | 42º                  | 85                 | Nick Nuyens           | 112º               | 155               | Kevin Seeldraeyers | 26º               |
| 16                   | Julien Loubet        | 96º                  | 86                 | Staf Scheirlinckx     | 78º                | 156               | Gert Steegmans     | 111º              |
| 17                   | Blaise Sonnery       | 91º                  | 87                 | Rik Verbrugghe        | 62º                | 157               | Kevin Van Impe     | R 7ª              |
| 18                   | Ludovic Turpin       | 18º                  | 78                 | Bradley Wiggins       | 95º                | 158               | Cédric Vasseur     | 59º               |
| Gerolsteiner         | Gerolsteiner         | Gerolsteiner         | Predictor-Lotto    | Predictor-Lotto       | Predictor-Lotto    | Lampre-Fondital   | Lampre-Fondital    | Lampre-Fondital   |
| 21                   | Bernhard Kohl        | 13º                  | 91                 | Cadel Evans           | 2º                 | 161               | Tadej Valjavec     | 9º                |
| 22                   | Markus Fothen        | 43º                  | 92                 | Christophe Brandt     | NP 3ª              | 162               | Jaime Castañeda    | NP 3ª             |
| 23                   | Heinrich Haussler    | 70º                  | 93                 | Dominique Cornu       | 80º                | 163               | Enrico Franzoi     | 103º              |
| 24                   | Torsten Hiekmann     | 82º                  | 94                 | Josep Jufré           | 89º                | 164               | Massimiliano Mori  | R 2ª              |
| 25                   | Ronny Scholz         | R 6ª                 | 95                 | Björn Leukemans       | 106º               | 165               | Morris Possoni     | 69º               |
| 26                   | Tom Stamsnijder      | R 5ª                 | 96                 | Pieter Mertens        | R 7ª               | 166               | Sylwester Szmyd    | NP 7ª             |
| 27                   | Fabian Wegmann       | 49º                  | 97                 | Preben Van Hecke      | 73º                | 167               | -                  |                   |
| 28                   | Peter Wrolich        | 92º                  | 98                 | Johan Vansummeren     | 29º                | 168               | -                  |                   |
| Rabobank             | Rabobank             | Rabobank             | Team CSC           | Team CSC              | Team CSC           | Bouygues Télécom  | Bouygues Télécom   | Bouygues Télécom  |
| 31                   | Denis Men'šov        | 4º                   | 101                | David Zabriskie       | 5º                 | 171               | Pierrick Fédrigo   | 14º               |
| 32                   | Graeme Brown         | NP 3ª                | 102                | Bobby Julich          | R 5ª               | 172               | Stef Clement       | 61º               |
| 33                   | Marc de Groot        | 87º                  | 103                | Íñigo Cuesta          | 33º                | 173               | Andy Flickinger    | 107º              |
| 34                   | Marc de Maar         | R 1ª                 | 104                | Volodymyr Hustov      | 12º                | 174               | Anthony Geslin     | 83º               |
| 35                   | Theo Eltink          | NP 2ª                | 105                | Marcus Ljungqvist     | 93º                | 175               | Laurent Lefèvre    | 57º               |
| 36                   | Robert Gesink        | NP 5ª                | 106                | Chris Anker Sørensen  | R 6ª               | 176               | Jérôme Pineau      | 47º               |
| 37                   | Grischa Niermann     | 51º                  | 107                | Nicki Sørensen        | 50º                | 177               | Johann Tschopp     | NP 6ª             |
| 38                   | Pieter Weening       | 30º                  | 108                | Christian Vande Velde | 67º                | 178               | Thomas Voeckler    | 39º               |
| Caisse d'Epargne     | Caisse d'Epargne     | Caisse d'Epargne     | Française des Jeux | Française des Jeux    | Française des Jeux | Team Milram       | Team Milram        | Team Milram       |
| 41                   | Alejandro Valverde   | R 5ª                 | 111                | Sébastien Joly        | 64º                | 181               | Igor Astarloa      | NP 1ª             |
| 42                   | Florent Brard        | 94º                  | 112                | Sandy Casar           | 21º                | 182               | Volodymyr Djudja   | 113º              |
| 43                   | José Vicente García  | 84º                  | 113                | Sébastien Chavanel    | 88º                | 183               | Andrij Hrivko      | 77º               |
| 44                   | Francisco Pérez      | R 5ª                 | 114                | Mickaël Délage        | 71º                | 184               | Matej Jurčo        | 34º               |
| 45                   | Óscar Pereiro        | 22º                  | 115                | Rémy Di Grégorio      | 17º                | 185               | Fabio Sacchi       | 108º              |
| 46                   | Nicolas Portal       | R 6ª                 | 116                | Philippe Gilbert      | 44º                | 186               | Carlo Scognamiglio | R 6ª              |
| 47                   | Luis León Sánchez    | 23º                  | 117                | Matthieu Ladagnous    |                    | 187               | Marcel Sieberg     | 99º               |
| 48                   | Xabier Zandio        | 15º                  | 118                | Jérémy Roy            | R 5ª               | 188               | Sébastien Siedler  | 110º              |
| Saunier Duval-Prodir | Saunier Duval-Prodir | Saunier Duval-Prodir | T-Mobile Team      | T-Mobile Team         | T-Mobile Team      |                   |                    |                   |
| 51                   | David Millar         | 54º                  | 121                | Servais Knaven        | NP 5ª              |                   |                    |                   |
| 52                   | Raivis Belohvoščiks  | NP 5ª                | 122                | Scott Davis           | 53º                |                   |                    |                   |
| 53                   | Iker Camaño          | 60º                  | 123                | Bert Grabsch          | NP 4ª              |                   |                    |                   |
| 54                   | Ángel Gómez          | 52º                  | 124                | André Greipel         | 101º               |                   |                    |                   |
| 55                   | Leonardo Piepoli     | 11º                  | 125                | André Korff           | R 2ª               |                   |                    |                   |
| 56                   | Christophe Rinero    | 36º                  | 126                | František Raboň       | 41º                |                   |                    |                   |
| 57                   | Guido Trentin        | 48º                  | 127                | Stephan Schreck       | 86º                |                   |                    |                   |
| 58                   | Remmert Wielinga     | R 6ª                 | 128                | -                     |                    |                   |                    |                   |
| Crédit Agricole      | Crédit Agricole      | Crédit Agricole      | Liquigas           | Liquigas              | Liquigas           |                   |                    |                   |
| 61                   | Thor Hushovd         | 90º                  | 131                | Manuel Beltrán        | 8º                 |                   |                    |                   |
| 62                   | Aleksandr Bočarov    | 27º                  | 132                | Magnus Bäckstedt      | 114º               |                   |                    |                   |
| 63                   | Anthony Charteau     | 38º                  | 133                | Mauro Da Dalto        | 76º                |                   |                    |                   |
| 64                   | Christophe Edaleine  | 75º                  | 134                | Aljaksandr Kučynski   | 35º                |                   |                    |                   |
| 65                   | Dmitrij Fofonov      | 16º                  | 135                | Matej Mugerli         | 68º                |                   |                    |                   |
| 66                   | Mads Kaggestad       | 79º                  | 136                | Roberto Petito        | R 2ª               |                   |                    |                   |
| 67                   | Christophe Le Mével  | R 4ª                 | 137                | Manuel Quinziato      | 66º                |                   |                    |                   |
| 68                   | Rémi Pauriol         | R 7ª                 | 138                | Frederik Willems      | 65º                |                   |                    |                   |